# Birch River (Virginie-Occidentale)
Pour les articles homonymes, voir Birch River.
Birch River est une census-designated place située dans le comté de Nicholas, dans l’État de Virginie-Occidentale, aux États-Unis. Lors du recensement de 2020, elle comptait 86 habitants.